# Communications Test Design
Communications Test Design, Inc. (kurz: CTDI) ist ein US-amerikanischer Dienstleister für die Kommunikationsindustrie. CTDI hat sich auf Dienstleistungen im Bereich der Vorwärts- und Rückwärtslogistik und der Reparatur von Elektronikprodukten spezialisiert.
Die Geschäftsbereiche des Unternehmens gliedern sich in STB / CPE (After-Sales Services für STB und CPE: Entwicklung von Testsystemen, Logistik, Aufarbeitung, Reparatur), Mobile & Consumer Electronics (After-Sales Services für Mobiltelefone, Tablets und Laptops), Network Services (Services für Netzbetreiber und Hersteller in der Telekommunikationsindustrie) und Product / Supply (Sourcing und Produktion von Komponenten für die Telekommunikationsindustrie).
Die europäische Tochtergesellschaft CTDI GmbH mit Sitz in Malsch wies für das Geschäftsjahr 2019 einen Umsatz in Höhe von 380 Millionen Euro aus und beschäftigte 3627 Mitarbeiter.

## Geschichte
CTDI wurde am 17. März 1975 als Garagenfirma von Don Parsons und seinen Söhnen Jerry und Richard gegründet. Die Expansion nach Europa erfolgte 2000 mit der Errichtung zweier Standorte in Deutschland und eines Standorts im Vereinigten Königreich. Ab 2003 wuchs CTDI Europe weiter innerhalb Europas und erschloss bis 2014 weitere fünf Standorte in Ungarn, Italien, Spanien, Frankreich und Rumänien. Im Jahr 2019 besaß CTDI Europe 21 Standorte in 14 europäischen Ländern. CTDI bezeichnet sich selbst als weltgrößten unabhängigen Instandsetzungs- und Logistikkonzern in der Kommunikationsindustrie.